# René Merlet
Pour les articles homonymes, voir Merlet.
Henri Lucien Georges René Merlet est un archiviste et historien français, né le 30 juin 1866 à Chartres et mort le 24 décembre 1933 à Vannes.

## Biographie
Fils de Lucien Merlet, lui-même archiviste paléographe (promotion 1850), et de Georgette Geneviève Félicité Girard, il entre à l'École nationale des chartes dont il sort  en 1891.
Nommé archiviste auxiliaire du département d'Eure-et-Loir auprès de son père, il le remplace quand ce dernier part en retraite en mai 1893. Il occupe ce poste jusqu'en 1907.

## Publications
- Les Vidames de Chartres au XIIIe siècle et le vitrail de sainte Marguerite, 1890
- Guerres d'indépendance de la Bretagne sous Nominoé et Erispoé, 841-851, 1891
- René Merlet et abbé Clerval, Un manuscrit chartrain du XIe siècle. Fulbert, évêque de Chartres, Chartres, imprimerie Garnier, 1893, 294 p. (lire en ligne)
- Statuts et coutumes de la léproserie du Grand-Beaulieu au XIIIe siècle, 1895, Bulletin historique et philologique
- La chronique de Nantes (570 environ - 1049), 1896
- « Les comtes de Chartres, de Châteaudun et de Blois aux IXe et Xe siècles (93 pages) », sur gallica.bnf.fr, 1900 (consulté le 11 mars 2022).
- Date de la construction des cryptes de la cathédrale de Chartres (1020-1024), 1900
- L'Ancienne chapelle de Notre-Dame-sous-Terre et le puits des Saints-Forts dans les cryptes de la cathédrale de Chartres, 1900
- Les fouilles de la crypte et du chœur de la cathédrale de Chartres (1901-1904), 1905
- René Merlet, « Les architectes de la cathédrale de Chartres et la construction de la chapelle Saint-Piat au XIVe siècle », Bulletin Monumental, vol. tome 70,‎ 1906, p. 218-234 (DOI 10.3406/bulmo.1906.11382)
- Cartulaire de Saint-Jean-en-Vallée de Chartres, 1906
- Collection de cartulaires chartrains, 1909
- La Cathédrale de Chartres, 1925
- Fouilles dans la cathédrale de Chartres pour l'établissement d'un calorifère, sd